# Kozjak (przełęcz)
Kozjak (658 m n.p.m.) – przełęcz między Górną Krainą i Styrią.
Przełęcz leży we wschodniej części Alp Kamnicko-Sawińskich i drogą, które przezeń prowadzi, łączy Kamnik z Ločicą pri Vranskem. Na przełęczy droga z Doliny Tuhinjskiej, która znajduje się jeszcze w całości w Górnej Krainie, przechodzi do doliny Motnišnicy do Styrii i w Ločicy dołącza do głównej arterii Lublana – Celje.
Granica między Górną Krainą a Styrią na wschód od przełęczy Kozjak ciągnie się do wsi Trojane, a na zachód biegnie Meniną planiną i dalej grzbietem na przełęcz Črnivec (902 m n.p.m.).